# 님라 부차
님라 부차(우르두어: نمرہ بچہ Nimra Bucha)는 파키스탄의 배우이다. 마블 스튜디오 제작 드라마 《미즈 마블》에 캐스팅되었다.

## 참여 작품
- 미즈 마블 (드라마)